# Pierre Birot
Pierre Birot (Meudon, 16 giugno 1909 – Clamart, 2 giugno 1984) è stato un geografo francese.
Docente all'università di Parigi dal 1953, fu autore di importanti opere geomorfologiche quali Metodica della morfologia (1955) e Le regioni naturali del globo (1970).